# Willie Penman (Fußballspieler, 1939)
William Salmond Thomson „Willie“ Penman (* 7. August 1939 in Coaltown of Wemyss, Fife; † 22. Dezember 2017 in Walsall) war ein schottischer Fußballspieler. Der Offensivspieler spielte nach seinem Profidebüt bei den Glasgow Rangers von 1963 bis 1973 in den englischen Profiligen 284 Partien (42 Tore) für Newcastle United, Swindon Town und den FC Walsall.

## Karriere
Penman arbeitete in der Bergbauindustrie und spielte im schottischen Junior Football für St Andrews United, mit denen er 1960 durch einen 3:1-Endspielsieg über die Greenock Juniors den Scottish Junior Cup gewann. Mit Abschluss seiner Ausbildung zum Mechaniker wechselte er 1960 zu den Glasgow Rangers, bei denen er mit der Reservemannschaft 1960/61 mit den Mitspielern Billy Ritchie, David Provan, Bobby King, Ronnie McKinnon, Doug Baillie, Willie Stevenson, Willie Henderson, John Greig, Jim Christie und Bobby Hume die Meisterschaft gewann. Auf der linken Halbstürmerposition kam er zu jener Zeit aber nicht an Ralph Brand vorbei, seine einzigen Pflichtspieleinsätze für die erste Mannschaft datieren aus der Spielzeit 1960/61, als er zwischen Januar und April 1961 in drei Ligapartien eingesetzt wurde, darunter bei einer 1:6-Niederlage gegen den FC Aberdeen.
Im April 1963 erfolgte für eine Ablösesumme von £11.500 der Wechsel zum nordenglischen Zweitligisten Newcastle United. Mit Newcastle spielte er unter Trainer Joe Harvey die beiden folgenden Spielzeiten um den Aufstieg in die First Division und zeichnete sich dabei mit regelmäßigen Aktionen im gegnerischen Strafraum und als zuverlässiger Torschütze aus. Das wichtigste seiner 18 Ligatore im Trikot von Newcastle erzielte er am 16. April 1965, als er bei einem 2:0-Sieg gegen den Konkurrenten Bolton Wanderers den Führungstreffer erzielte, wodurch der Aufstieg in die Erstklassigkeit gesichert wurde, den die Mannschaft um Kapitän Stan Anderson und den Offensivspielern Trevor Hockey, Pop Robson, Dave Hilley, Ron McGarry, Bobby Cummings, Penman und Alan Suddick letztlich als Zweitligameister bewerkstelligte. In der folgenden Erstligaspielzeit tat sich Penman gegen die gegnerischen Abwehrreihen deutlich schwerer und kam nur noch zu zwölf Ligaeinsätzen.
Im September 1966 wurde er von Danny Williams für eine Ablösesumme von £10.000 zu Swindon Town in die Third Division geholt und war die ersten beiden Spielzeiten als Spielmacher in der Mannschaft gesetzt, als unter anderem im FA Cup 1966/67 der Einzug ins Achtelfinale gelang, in dem man erst im zweiten Wiederholungsspiel am Erstligisten Nottingham Forest scheiterte. In der Saison 1968/69 kam er nur noch sporadisch zum Zug und wurde zunehmend als Einwechselspieler eingesetzt, als Swindon als Tabellenzweiter der Aufstieg in die Second Division gelang. Höhepunkt der Saison war allerdings das Finale um den League Cup 1968/69 gegen den Erstligisten FC Arsenal. Penman wurde dabei zehn Minuten vor Spielende eingewechselt und musste miterleben, wie Bobby Gould für den Favoriten kurz vor Spielende noch den Ausgleich erzielte. In der Verlängerung sorgten allerdings zwei Tore von Don Rogers für den Sieg des Außenseiters und den damit verbundenen ersten nationalen Titelgewinn von Swindon Town. In der Zweitligaspielzeit 1969/70 kam Penman lediglich zu einem Liga- und einem Ligapokaleinsatz und verließ den Klub wenig überraschend im Sommer 1970. 
Von Bill Moore wurde er für eine Ablöse von £6.000 für den FC Walsall verpflichtet, wo er drei Spielzeiten lang Stammspieler in der Third Division war und 123 Ligapartien absolvierte. Der Klub rettete sich regelmäßig nur knapp vor dem Abstieg in die Fourth Division; die wenigen Highlights waren das Erreichen der vierten Runde des FA Cups 1971/72 (1:2 gegen den FC Everton) und eine Serie von 16 ungeschlagenen Partien am Ende der Saison 1971/72, die den Klub noch vom 19. auf den 9. Tabellenplatz brachte.
Von seinem früheren Mitspieler und Trainer John Smith wurde er für die Saison 1973/74 zum irischen Erstligisten Dundalk FC gelotst, der sich mit einer Vielzahl englischer Spieler verstärkte. Penman sagte allerdings nur unter der Bedingung zu, weiterhin in Walsall wohnhaft bleiben zu können und lediglich zu den Spielen anzureisen. Mit Dundalk gewann er 1973/74 den Leinster Senior Cup und wurde von den Fans vereinsintern als Spieler des Jahres ausgezeichnet. Zusätzlich nahm er im September 1973 den Trainerposten bei Cheltenham Town, einem Klub aus der Southern League an und begründete dies damit, dadurch an Trainingseinheiten teilnehmen zu können. In Irland brachte ihm diese Doppelrolle den zweifelhaften Spitznamen „gypsy rover“ (dt. etwa „Zigeuner-Vagabund“) ein. Die Verantwortlichen von Cheltenham gingen davon aus, ihn als Spielertrainer angeworben zu haben; durch sein Engagement in Irland war es aber nicht möglich, ihn als Spieler zu registrieren. Nach einer Spielzeit, die der Klub auf Rang 3 abschloss, war seine Tätigkeit in Cheltenham beendet. Trotz dieser Doppelbelastung ging Penman in der Sommerpause 1974 in die North American Soccer League, in der er 13 Partien für die Seattle Sounders bestritt. Für Dundalk war er auch noch in der Saison 1974/75 aktiv und vermittelte einen seiner Mitspieler bei Seattle, den US-amerikanischen Nationalspieler David D’Errico, für ein kurzes Intermezzo bei Dundalk. Ihren Abschluss fand seine Laufbahn ab 1975 bei Redditch United in der Southern League, 1976 gewann er mit dem Klub die Meisterschaft der Division One North und spielte noch mindestens bis 1977 für den Klub. Ende der 1970er gehörte er noch zum Trainerstab von Sutton Town.
Nach seiner Fußballerkarriere verdiente er sich seinen Lebensunterhalt als Sportartikelverkäufer in Walsall und verbrachte dort auch seinen Ruhestand.